# Governació del Líban-Sud
La governació o muhàfadha del Sud (àrab: محافظة الجنوب, muḥāfaẓat al-Janūb) és una de les governacions del Líban. Té uns 360.000 habitants i la seva capital és Sidó.
És una regió agrícola famosa per les seves plantacions de plàtan i cítrics.

## Districtes
Com les altres governacions del Líban, està organitzada per districtes o qadàs:
- Sidó
- Jazzin
- Tir

### Ciutats
- Sidó
- Jazzin
- Tir
- El Kfeir
- Sarafand
- Kfar Melki

## Grups religiosos
- Musulmans shií 60,08%
- Cristians 23,88%
- Musulmans sunní 15,89%
- Drusos 0,15%